# Take a Bow (piosenka Leony Lewis)
"Take a Bow" to piosenka brytyjskiej wokalistki Leony Lewis, z jej debiutanckiego albumu zatytułowanego "Spirit", który został wydany 9 listopada 2007 roku. Utwór został napisany przez Ryana Teddera, Jordona Omleya, Michaela Mani, Wayne’a Wilkinsa i Louisa Biancaniello. Tedder wyjaśnił, że chciał stworzyć ostrą piosenkę dla wokalistki, tak by nie była nudna i przewidywalna. Utwór z pogranicza gatunków R&B oraz urban traktuje o niepowodzeniach w związku. Piosenka była często porównywana do singla Justina Timberlake’a "Cry Me a River". Zebrał pozytywne recenzje ze strony krytyków muzycznych, którzy chwalili nieoczekiwaną i różnorodną produkcję, ale wokal artystki zszedł na drugi plan. Po wydaniu Spirit, piosenka zadebiutowała na 97 na UK Singles Chart z powodu dużej sprzedaży w formacie digital download. Lewis wykonała "Take a Bow" na festiwalu Rock in Rio i na jej debiutanckiej trasie koncertowej The Labyrinth.

## Produkcja
"Take a Bow" został stworzony podczas sesji nagraniowej na debiutancki albumu studyjny Lewis, Spirit, który został wydany w listopadzie 2007 roku. Utwór został napisany przez Jordona Omleya, Michaela Maniego, Wayne’a Wilkinsa, Louisa Biancaniello i Ryana Teddera, a został wyprodukowany przez The Runaways, Sama Wattersa, Wilkinsa, Biancaniello i Teddera. Produkcja muzyczna, instrumenty klawiszowe i programowanie zostały nadzorowane przez Wilkinsa, Biancaniello i Teddera, a za produkcję wokalu odpowiadał Watters. Lewis jest wokalem wiodącym, a ReVaughn Brown wykonuje chórki. "Take a Bow" został nagrany i zmiksowany przez Biancaniello, Maniego, Wattersa i Omleya w The Record Plant, Hollywood w Kalifornii. W wywiadzie dla Digital Spy Tedder ujawnił, że rodzajami utworów, które ludzie spodziewają się usłyszeć na Spirit, są ballady o potężnych wydajnościach wokalnych, które muszą się wyróżniać i być zróżnicowane "jeśli masz zamiar pchać ten rodzaj muzyki (w dzisiejszych czasach) – ballady i wielkie piosenki - muszą być ostrzejsze, a nie mogą być czyste i wypolerowane."

## Kompozycja i przyjęcie
"Take a Bow" to współczesna piosenka R&B, która trwa 03:54, i pojawia się jako szósty utwór na wersji standardowej i deluxe albumu. W wydaniu północnoamerykańskim, piosenka pojawia się jako jedenasty utwór, a jej czas trwania wynosi 03:53. Jej aparatura składa się z "odważnej, mechanicznej", Fletni Pana, "melodramatycznych" syntezatorów, fortepianu i gitary. Piosenka została skomponowana w tonacji a-moll, używając metrum 70 uderzeń na minutę. Zasięg wokalu Lewis obejmuje ponad dwie oktawy od niskiej nuty A-dur po wysoką Es-dur. Chad Grischow z IGN i Sarah Rodman z The Boston Globe porównali piosenkę do singla Justina Timberlake’a "Cry Me a River". Tekst do "Take a Bow" dotyczą nieudanego związku, który Nick Levine z Digital Spy opisał jako "wyjątkowo surowy".
"Take a Bow" otrzymał pozytywne recenzje ze strony krytyków muzycznych. Nick Levine z Digital Spy określił utwór jako "niespodziewany" ze względu na jego ostry charakter. Sarah Rodman z The Boston Globe napisał, że to "pewniak" do wydania jako singiel, ponieważ, jak jest to mieszanka "klasyki z muzyką nowoczesną".  Kitty Empire z The Guardian zauważyła, że wszystkie utwory na Spirit są piosenkami o miłości, ale tylko słuchając "Take a Bow" czuje się, że jesteśmy w XXI wieku. Chad Grischow z IGN pisał, że w "Take a Bow" produkcja rozprasza śpiew Lewis.

## Tract lista
- CD standard/deluxe edition[9]

6. "Take a Bow" – 3:54
- US standard/deluxe edition[10]

11. "Take a Bow" - 3:53
- The Labyrinth Tour: Live from the O2[11]

5. "Take a Bow" (Live from the O2) - 5:41

## Notowania
| Chart (2007)                             | Najwyższa pozycja |
| ---------------------------------------- | ----------------- |
| UK Singles (The Official Charts Company) | 97                |